# 비즈니스 로직

비즈니스 로직은 이론적으로 3티어 구조에서 가운데 티어를 차지한다.

비즈니스 로직(Business logic)은 컴퓨터 프로그램에서 실세계의 규칙에 따라 데이터를 생성·표시·저장·변경하는 부분을 일컫는다. 이 용어는 특히 데이터베이스, 표시장치 등 프로그램의 다른 부분과 대조되는 개념으로 쓰인다.

## 같이 보기
- 모델-뷰-컨트롤러